# Plaza Benjamín Vicuña Mackenna (Buenos Aires)

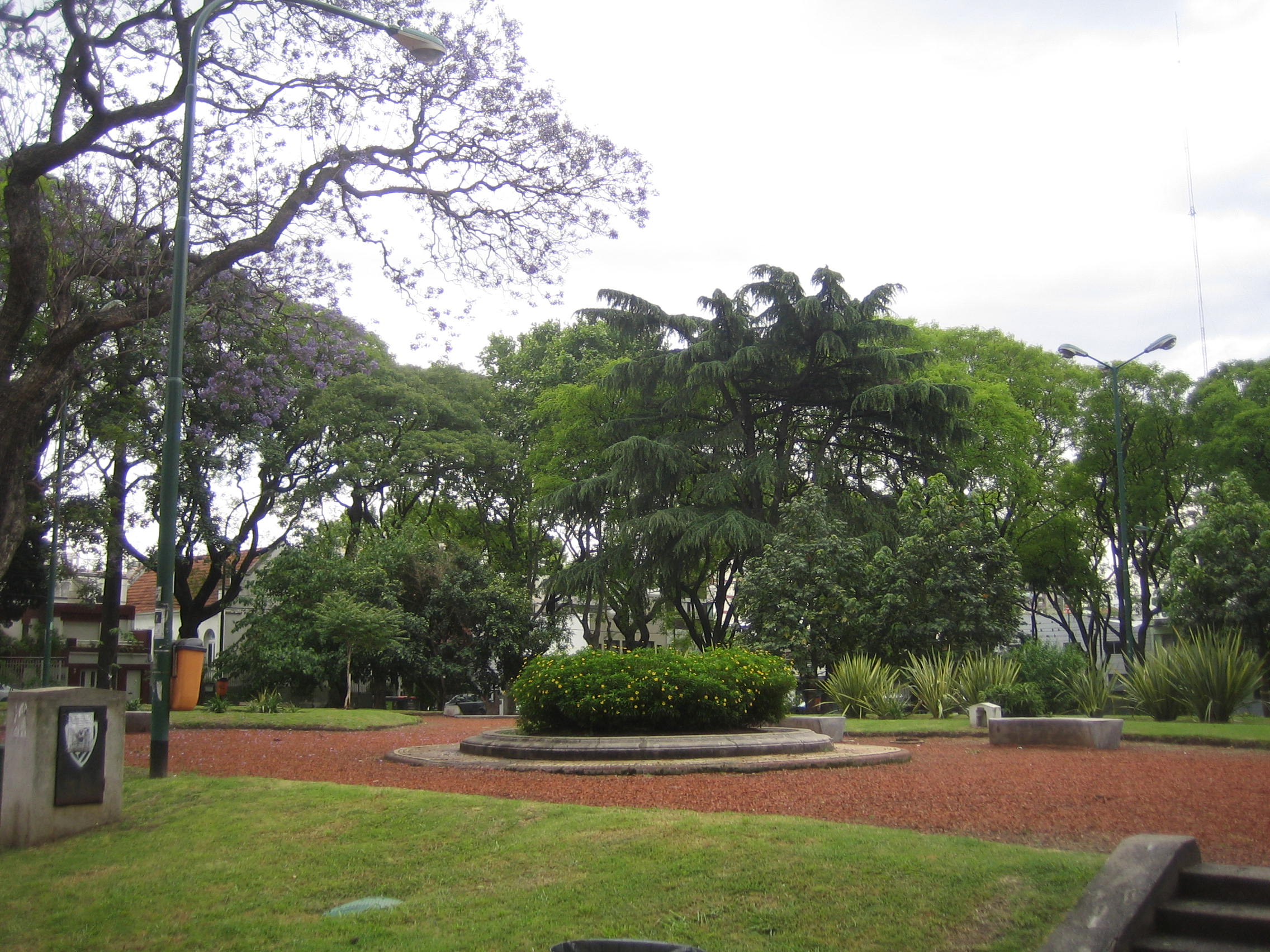
Plaza Benjamín Vicuña Mackenna.

La plaza Benjamín Vicuña Mackenna se encuentra en el barrio de Saavedra en la Ciudad de Buenos Aires, Argentina.
Su nombre homenajea a Benjamín Vicuña Mackenna, político e historiador chileno.

## Ubicación
La plaza se encuentra limitada por las calles Conesa, Arias, Ramallo y la Avenida Crámer. El barrio y la plaza se ideó sobre la base del concepto de ciudad jardín durante la primera presidencia de Juan Domingo Perón. Bajo la supervisión de la Dirección de Vivienda del Ministerio de Obras y Servicios Públicos de la Nación y el respaldo del Banco Hipotecario Nacional, el 19 de septiembre de 1948 nació el proyecto impulsado por el urbanista británico Ebenezer Howar. La Plaza fue construida dentro de este plan urbanístico, inaugurandosela en septiembre de 1950.
La zona donde se encuentra esta plaza se caracteriza por ser puramente residencial, existiendo casas bajas y tráfico vehicular muy bajo, no habiendo casi comercio en esta zona a pesar de la cercanía con la Avenida General Paz y la Avenida Crámer.
A pocos metros de la plaza se encuentra el Instituto Divina Providencia.[cita requerida]En 2019 la plaza sufría un fuerte deterioro con falta de luz por la noche, juegos rotos, falta de arena en los areneros, baldozas rotas, falta de césped y deterioro avanzado pese al gasto de casi 11 millones en supuestas obras inauguradas en 2018 por el gobierno de la Ciudad.

## Características
La plaza ocupa una manzana entera del barrio de Saavedra.
Esta plaza posee un arenero y juegos para niños.

## Galería de imágenes

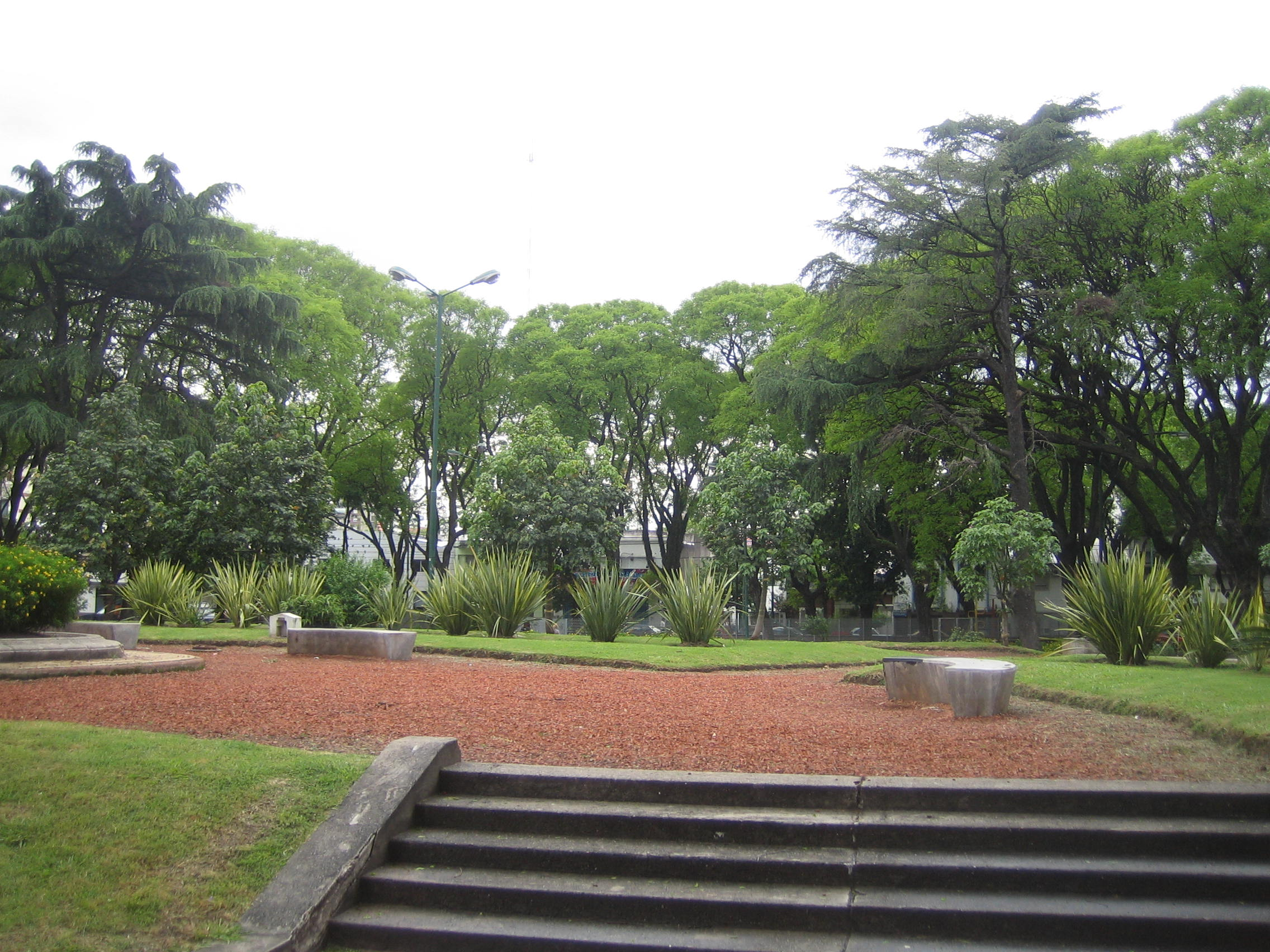
Otra imagen de la Plaza Benjamín Vicuña Mackenna.